# Aborim
Aborim es una freguesia portuguesa del concelho de Barcelos, con 3,90 km² de superficie y 971 habitantes (2001). Densidad de población: 249,0 hab/km².